# Mujeres epicúreas

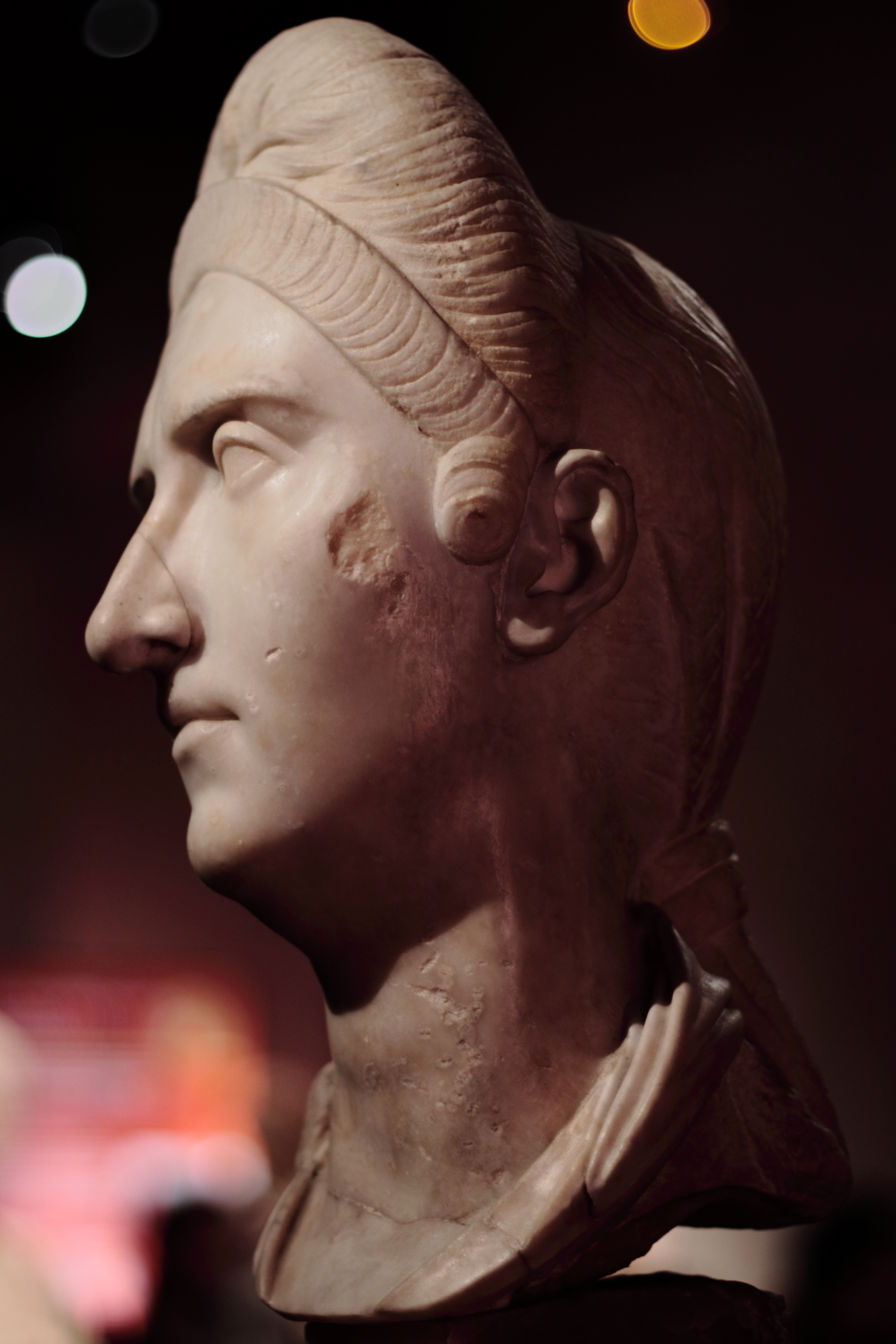
La esposa del emperador Trajano, Pompeya Plotina, estuvo influenciada por el epicureísmo.

Dentro de la escuela epicúrea (el Jardín) se permitía el acceso a la enseñanzas de Epicuro a personas marginales dentro de la sociedad de la antigua Grecia, como esclavos, mujeres y prostitutas. Aristóteles consideraba que la mujer estaba sometida al hombre, pero se encontraba por encima de los esclavos. En el capítulo 12 de su Política, escribe: «El esclavo está absolutamente privado de voluntad; la mujer la tiene, pero subordinada; el niño solo la tiene incompleta». Su opinión era más desfavorable que la de su maestro Platón, quien afirma en la República que «las mujeres son más débiles que los hombres, pero tienen la capacidad de gobernar como cualquier hombre». No obstante, ya se conocían en aquel entonces mujeres con formación filosófica como Aspasia, Hiparquia y Areta.
La filosofía del epicureísmo era algo más abierta a la igualdad, en la misma línea que el cinismo. La escuela abogó por la igualdad de las mujeres en cuanto al pensamiento. El epicúreo Diógenes de Enoanda ofreció dar clases a mujeres. Por otro lado, el epicúreo Lucrecio excluyó a las mujeres en su audiencia. En su poema De rerum natura, Lucrecio se refiere a la diosa Venus. En el libro I es energía erótica placentera y benigna, natural y directa, y en el libro IV, urbana, degenerada y peligrosa. Tampoco las mujeres son peligrosas en sí mismas sino las vanas y locas idealizaciones de los hombres.
Gran parte de las mujeres del Jardín eran cortesanas. Entre las discípulas del Jardín se encuentran Temista y Leontion, citadas por el historiador Diogenes Laercio, y varias meretrices como Marmario, Hedía, Erocio, Nicidion y la esclava de Fedrión, quienes Timócrates afirmaba que convivían con Epicuro y Metrodoro, además de Boídion, añadida a lista por Plutarco. Según Plinio el Viejo, las epicúreas eran compañeras sexuales de los epicúreos y filósofas entregadas al Jardín. Estas fueron ambas admiradas y repudiadas por su condición social. Varias mujeres epicúreas fueron citadas por autores como Cicerón, Diogenes Laercio, Plutarco y Clemente de Alejandría.

## Mujeres relacionadas con el epicureísmo

### Queréstrata
Queréstrata fue la madre del Epicuro. Diógenes Laercio dice que Epicuro y su madre visitaban lugares miserables para recitar salmos purificadores. Diógenes de Enoanda guarda una carta donde Queréstrata comenta inquieta que ha visto a su hijo en pesadillas. Si la carta es original de Epicuro, este le recomienda una vida filosófica y concede a las mujeres capacidad intelectual.

### Temista

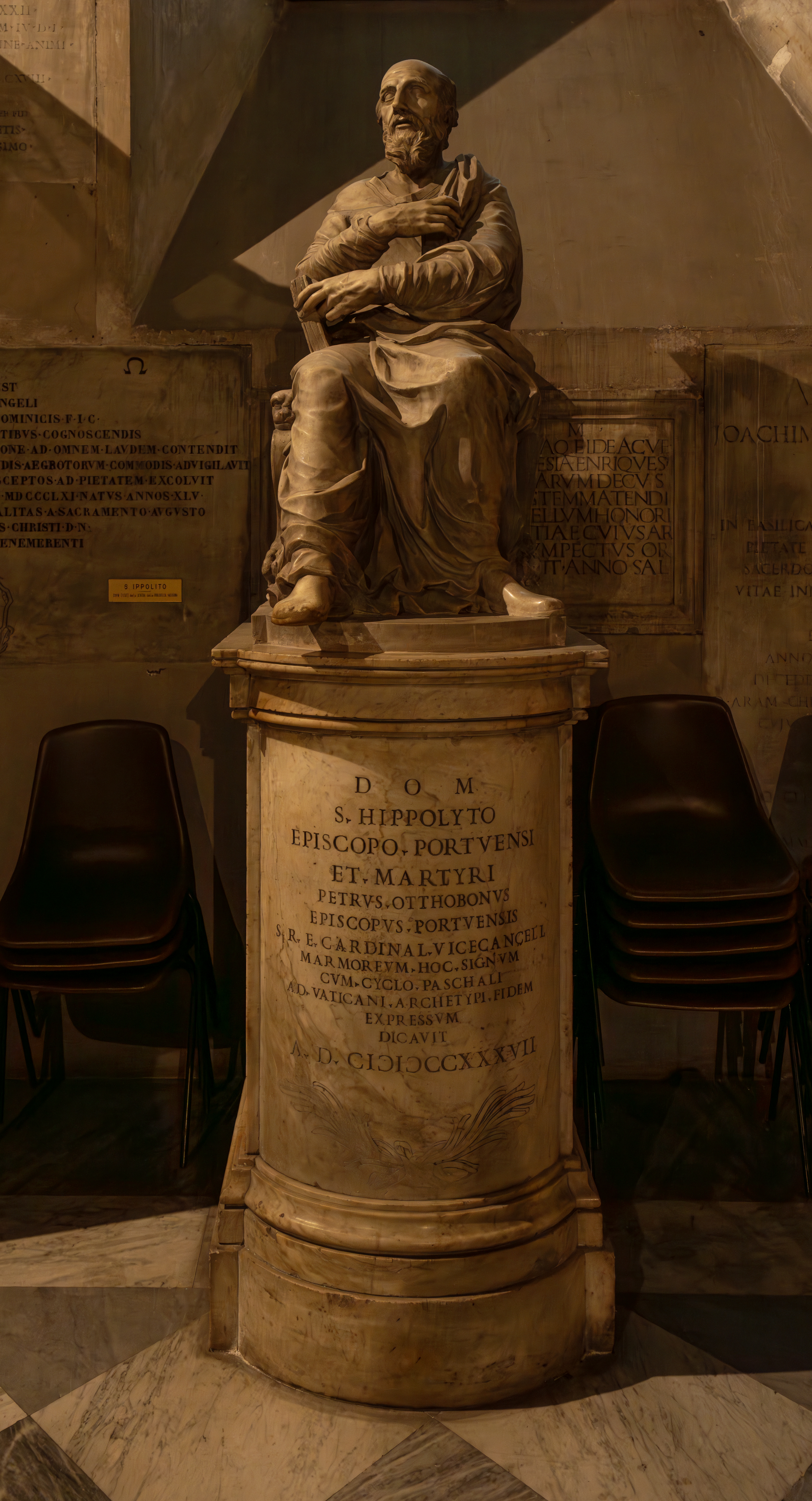
Se ha argumentado que la estatua vaticana de San Hipólito tiene la parte inferior del cuerpo en forma de una líder epicúrea femenina. Puede ser Temista o Leontion.

Temista de Lámpsaco fue una filósofa de principios del siglo III a. C.. Fue una de las figuras principales de epicureísmo, de quien se sostenía que era "una especie de Solón hembra". Temista fue hija de Zoilos y esposa del filósofo epicúreo Leonte. El matrimonio admiraba a Epicuro, considerándolo como un padre y llamando a su hijo con el mismo nombre del maestro.

### Leontion

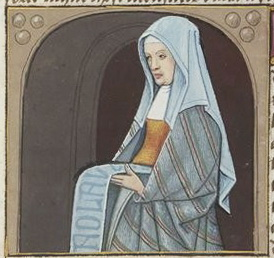
Ilustración medieval de Leontion en una copia del De mulieribus claris, III.

Leontion fue «una hetera (prostituta) de alto rango» que desempeñó un papel importante en la primera comunidad epicúrea. Tuvo una hija con Metrodoro y otra más llamada Danae, quien tuvo una cercana relación con la Laódice, esposa de Antíoco II. Cicerón afirma que escribió una libro criticando al líder de la escuela peripatética Teofrasto. Diógenes Laercio dice que Epicuro la admiraba, escribiéndole varias cartas, y convivía con ella, sacándola de esta condición elevándola a la de concubina.
"¡Oh Apolo Rey, amada Leontillo, cuan grande alegría y conmoción llenó mi animo leída tú pequeña carta!".
Plutarco en Sobre cómo se debe escuchar critica estos elogios. Diógenes Laercio afirma que Metrodoro se enamoró de ella.

### Nicidio
Fue la hija de Metrodoro. Epicuro la menciona en su testamento, la cual dejó a cargo de Hermarco. Filodemo escribió que Nicidio fue la amante de Idomeneo.

### Hedia
Hedia fue una hetera del Jardín a la que Plutarco tal vez se la refiere como «la hetera de Cízico» que tuvo hijos con Polieno de Lámpsaco.

### Erotio, Mammario y Boídion
Erotio, Mammario y Boídion fueron heteras que campaban por el Jardín. Plutarco añadió a esta última, y según Filodemo, Mammario fue amante de Leonteo.

### Batis
Fue la hermana de Metrodoro, como esposa a Idomeneo, la cual "fue una mujer importante [...] pero de aquí no se sigue que fuera una filósofa".
Se conserva una carta de su hermano que la consuela tras la muerte de un hijo suyo, la cual decía «existe un cierto placer unido a la tristeza». Séneca desaprobó tal afirmación y la compara con el Fedón platónico: «…tenía en mí un sentimiento extraño, como una cierta mezcla en la que hubiera una combinación de placer y, a la vez, de pesar» (59 a). En tal caso, la epicúrea fue elogiada y comparada con su hermano. En otra carta, Batis habla con su sobrina Apia.

### Fedrión
Fedrión o Fredilla fue una esclava de Epicuro que vivía en su Jardín. Tras la muerte de su maestro, este le concedió en su testamento su libertad junto con sus otros esclavos Mus, Nicias y Licón.

### Otras mujeres
La emperatriz Plotina, que se sentía próxima al epicureísmo, expresa su admiración por el Jardín al emperador Adriano. Se ha sostenido que en la Eneida de Virgilio  la elaboración del personaje de Dido tiene ecos de la tradición de las filósofas del Jardín.